# 뉴브리튼 (코네티컷주)

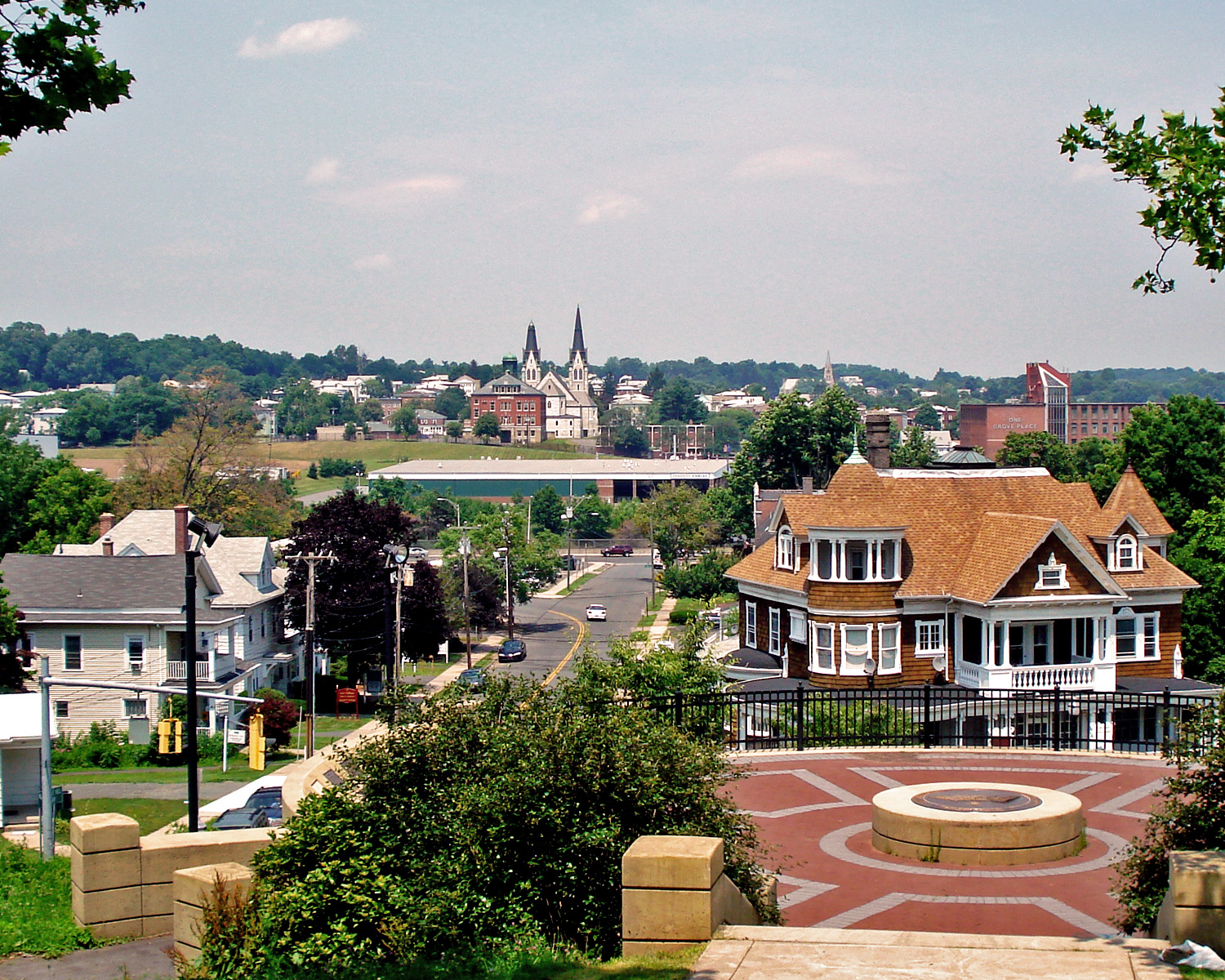

뉴브리튼(New Britain)은 미국 코네티컷주 중앙부 하트퍼드 군에 위치한 도시이다. 하트퍼드 남서쪽 약 9마일 (14 km)에 위치하고 있다. 2010년 인구 조사에서는 인구 73,206명이었다. 뉴브리튼은 스탠리 블랙 & 데커의 본사가 있었고, 제조업 중심지여서 공식 별명은 "하드웨어시티"(Hardware City)이다. 폴란드계 인구의 비율이 높아 농담조로 "뉴브리츠키"(New Britski)라고도 불린다.

## 지리
미국 인구 조사국에 따르면 시역 전체 면적은 13.4 평방 마일 (34.7 km2)이며, 이 중 육지는 13.3 평방 마일 (34.6 km2), 수역은 0.1 평방 마일 (0.2 km2)로 수역 비율은 0.52%이다.

## 인구
| 인구조사              | 인구   | Note  | %±     |
| --------------------- | ------ | ----- | ------ |
| 1880년                | 11,800 |       | —      |
| 1890년                | 16,519 |       | 40.0%  |
| 1900년                | 25,998 |       | 57.4%  |
| 1910년                | 43,916 |       | 68.9%  |
| 1920년                | 59,316 |       | 35.1%  |
| 1930년                | 68,128 |       | 14.9%  |
| 1940년                | 68,685 |       | 0.8%   |
| 1950년                | 73,726 |       | 7.3%   |
| 1960년                | 82,201 |       | 11.5%  |
| 1970년                | 83,441 |       | 1.5%   |
| 1980년                | 73,840 |       | −11.5% |
| 1990년                | 75,491 |       | 2.2%   |
| 2000년                | 71,538 |       | −5.2%  |
| 2010년                | 73,206 |       | 2.3%   |
| 2019 (추산)           | 72,495 | [ 1 ] | −1.0%  |
| U.S. Decennial Census |        |       |        |

### 폴란드 커뮤니티
뉴브리튼은 코네티컷에서 가장 많은 폴란드계 주민이 있으며, 1930년에는 인구의 4분의 1이 폴란드계였다. 브로드 스트리트는 "리틀 폴란드"(Little Poland)라고도 불리며, 1890년 이후 상당 수의 폴란드계 기업과 가족이 있다. 2008년 9월 23일 폴로냐 사업 협회의 추천을 통해 시정위원회는 만장일치로 브로드 스트리트 지역을 "리틀 폴란드"라고 공식적으로 지정하는 결의안을 통과시켰다. 최근 폴란드 사회는 문화적으로도 경제적으로도 다시 활성화되고 있다. 폴란드어 신문이 3종 있으며, 방송국과 많은 기업과 공공 기관은 이중 언어이다. 리틀 폴란드의 우편 지국은 국내에서도 오직 폴란드어로 포스트라고 쓰여져 있는 곳이다. 매년 4월 마지막 일요일에는 리틀 폴란드 축제가 개최되고 있다.

### 사투리
뉴브리튼 사투리는 폴란드어 영향을 받았다.